# Християнсько-демократичний союз (Німеччина)
Христия́нсько-демократи́чний сою́з, або ХДС (нім. Christlich Demokratische Union, CDU) — німецька центристська політична партія. Одна з двох великих партій Німеччини, поряд з СДПН. Основа ідеології  — економічний центризм та консерватизм (християнська демократія). 
ХДС був створений у червні 1946 року на основі об'єднання консервативних сил колишньої Веймарської республіки. Партія об'єднувала усіх християн на міжконфесійній основі. Її очолив Конрад Аденауер. 
За результатами парламентських виборів 2021 року партія має 152 місця із 736 у Бундестазі. За результатами виборів до Європейського парламенту 2019 року має 23 місця із 96 виділених для Німеччини (входить до фракції Європейської народної партії). Історично ідеологія партії базувалася на ідеї «соціальної ринкової економіки» (див. Німецьке економічне диво).

## Історія

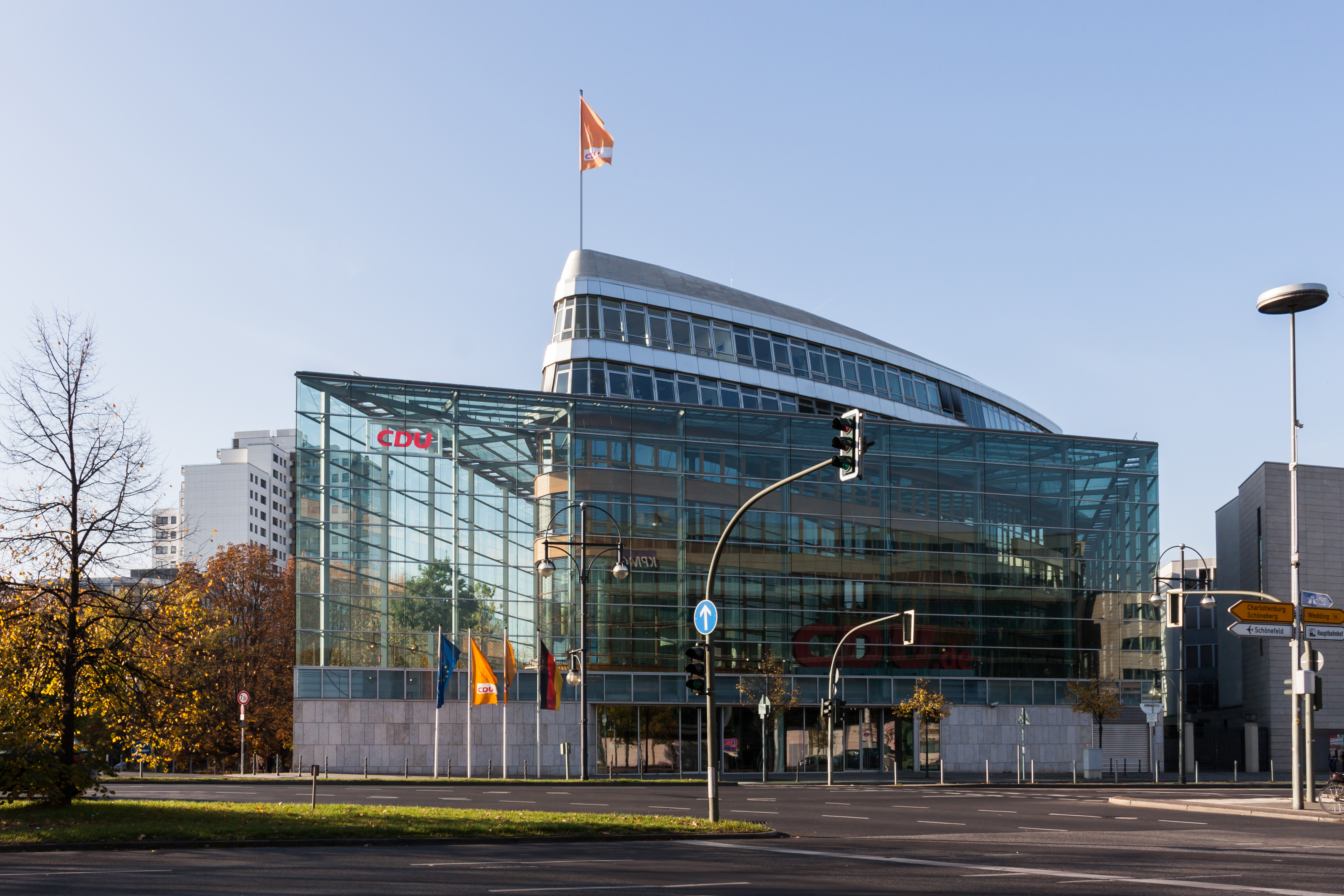
Штаб-квартира ХДС у Берліні

Відразу після краху нацистської диктатури наприкінці Другої світової війни необхідність нового політичного порядку в Німеччині була неминучою. Християнсько-демократичний союз створили в Берліні 26 червня 1945, а в Рейнській області і Вестфалії у вересні того року.
Члени-засновники ХДС складалися здебільшого з колишніх членів партії Центру, Німецької демократичної партії, Німецької національної народної партії і Німецької народної партії. Багатьох з них, у тому числі засновника берлінської організації ХДС Андреаса Гермеса та майбутнього канцлера Німеччини Конрада Аденауера, ув'язнили за участь в німецькому Опорі під час нацистської диктатури. Слово «союз» в назві партії означає свідому відмову від конфесійних, класових, суто партійних інтересів і підкреслює, що це утворення має характер масового руху. Спочатку ХДС проголосив себе «християнською народною партією» та орієнтувався як на католиків, так і на протестантів, на відміну від «Партії Центру», що орієнтувалася переважно на католиків. Потім ХДС заявив про своє перетворення на надконфесіональну і міжконфесійну партію. ХДС став партією помірного консерватизму.
ХДС був панівною партією протягом перших двох десятиліть після створення ФРН 1949 року. 1957 року ХДС — і це єдиний випадок у післявоєнній історії Німеччини — отримав абсолютну більшість у бундестазі. У цей час ХДС не був — на відміну від Соціал-демократичної партії Німеччини (СДПН) — типовою партією, в основі якої лежить індивідуальне членство, але завдяки успішній політиці Конрада Аденауера ХДС користувався широкою підтримкою виборців. Конрад Аденауер залишався лідером партії до 1963 року, після чого колишній міністр економіки Людвіг Ерхард замінив його. Коли Вільна демократична партія (ВДП) вийшла з панівної коаліції 1966 року через розбіжності з приводу податкової та економічної політики, Ерхард був змушений піти у відставку. Отже, велику коаліцію разом із СДПН очолив представник ХДС канцлер Курт Ґеорґ Кісінґер. У період перебування ХДС при владі ФРН вступила в НАТО і «Спільний ринок».

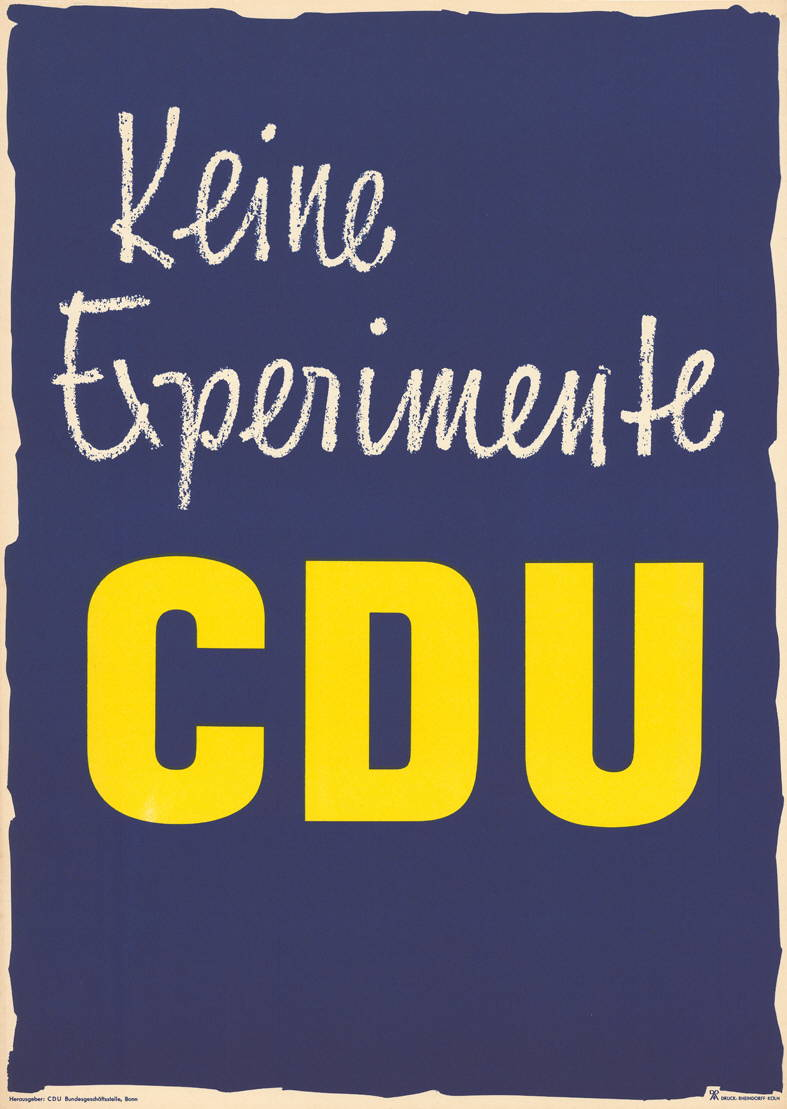
Передвиборчий плакат ХДС 1957 року. «Ніяких експериментів ХДС».

Після 1969 року, коли ХДС не отримав необхідної більшості для утворення уряду, хоч і набрав найбільшу кількість голосів, партія посилила агітацію з метою залучення нових членів. З 1969 до 1978 року чисельність ХДС зросла з 304 000 до 675 000 членів. СДПН швидко завоювала популярність і досягла успіху у формуванні соціально-ліберальної коаліції коаліцію з ВДП після федеральних виборів 1969 року, змушуючи ХДС піти із влади вперше у своїй історії. Перебуваючи в опозиції, ХДС постійно критикував внутрішню і зовнішню політику уряду Соціал-демократичної та Вільної демократичної партій; зокрема, ХДС виступав проти договорів ФРН з СРСР, ПНР та ЧССР, а також договору про основи відносин між ФРН і НДР. ХДС продовжував виконувати свої функції опозиції до 1982 року, коли створення коаліції із ВДП дозволило ХДС повернутися до влади. Голова ХДС Гельмут Коль став новим канцлером Західної Німеччини і його ХДС-ВДП коаліція продовжилася і після федеральних виборів 1983 року. Підтримка громадськістю роботи коаліції в процесі об'єднання Німеччини була підтверджена на федеральних виборах 1990 року, коли коаліція ХДС-ВДП отримала переконливу перемогу.
3 жовтня 1990 Німецька Демократична Республіка (НДР) була скасована, а її територію повторно приєднали до ФРН. Східнонімецька ХДС об'єдналася із західнонімецькою колегою, в об'єднаній країні провели вибори. Хоча Коля переобрали, партія стала втрачати значну частину своєї популярності через економічний спад у колишній НДР і підвищення податків на заході. ХДС був, проте, спроможний виграти федеральні вибори 1994 року.
Гельмут Коль обіймав посаду голови партії до поразки на виборах 1998 року, коли його змінив Вольфганг Шойбле; Шойбле пішов у відставку на початку 2000 року унаслідок одного скандалу із джерел фінансування партії і був замінений на Ангелу Меркель. На федеральних виборах 1998 року ХДС отримав 28,4 % і ХСС 6,7 % голосів по країні, що було найнижчим результатом для блоку ХДС/ХСС з 1949 року. Таким чином, червоно-зелена коаліція під керівництвом Герхарда Шредера прийшла до влади до 2005 року. 2002 року ХДС і ХСС отримав трохи вищий результат — 29,5 % і 9,0 % відповідно, але його, як і раніше, не вистачило для більшості, необхідної для коаліційного уряду ХДС-ВДП.
На дострокових виборах 2005 року ХДС здобув перемогу над СДПН, однак не зміг сформувати більшість із ВДП. Унаслідок цього сформували «велику коаліцію» між ХДС/ХСС і СДПН. Після трьох тижнів переговорів, однак, дві партії уклали угоду, за якою ХДС отримав посаду канцлера, тоді як СДПН зберегла 8 з 16 місць у кабінеті міністрів. Коаліційна угода була схвалена обома сторонами на партійних конференціях 14 листопада. Меркель затвердили як першу жінку-канцлера Німеччини більшістю депутатів (397 проти 217) новообраного Бундестагу 22 листопада.
Хоча ХДС/ХСС втратила частину голосів на федеральних виборах 2009 року, ВДП, отримавши найкращий результат на виборах у своїй історії, утворила коаліцію ХДС/ХСС-ВДП. Це була перша зміна коаліційних партнерів канцлером в історії Німеччини.
Має партнерські стосунки з Українським Демократичним Альянсом за Реформи Віталія Кличка.

## Програма
У розвитку програми ХДС можна виділити кілька етапів. З минулих проєктів найвідомішою стала Аленська програма 1947 для британської окупаційної зони. Увага в ній приділяється у першу чергу економічним та соціальним питанням. Центральною вимогою була кардинальна зміна економічної системи. Програма передбачала націоналізацію добувної промисловості, створення широких можливостей для участі працівників в ухваленні рішень, ефективне картельне (антимонопольне) законодавство, цілеспрямована підтримка середнього класу, широка диверсифікація портфеля акцій та деконцентрація великих концернів.
Аленську програму не реалізували повністю. В економічному відношенні ХДС керувався розробленими переважно Людвігом Ерхардом Дюссельдорфськими тезами 1949 року, у яких партія вперше зажадала створення «соціальної ринкової економіки» як обов'язкового економічного ладу. ХДС розуміє під цим «соціально орієнтовану систему», у рамках якої економічна свобода і вільне змагання самостійних індивідуумів і підприємств повинні бути приведені у відповідність з принципами соціальної справедливості та громадянської солідарності. Приватна власність і вільний доступ до ринків пов'язуються із соціальною відповідальністю кожного, із соціальним захистом і підтримкою системи освіти, яка повинна створити рівні стартові можливості для всіх. Держава повинна створювати рамкові умови, сприятливі для розвитку економіки, і дотримуватися принципу субсидіарності, тобто допомагати там, де особистої відповідальності кожного недостатньо для досягнення загального блага та соціального захисту.
Зовнішньополітична концепція ХДС вперше знаходить своє відображення у Гамбурзькій програмі 1953 року. У цьому документі рішуче відкидається ідея нейтралітету Німеччини. Найважливішою метою називається возз'єднання Німеччини в умовах миру й свободи. ХДС у зовнішній політиці дотримується принципу належності Федеративної Республіки до західного альянсу НАТО. Міцний мир на планеті повинен бути досягнутий завдяки інтенсивному діалогу між Сходом і Заходом та активній допомозі країнам, що розвиваються, у рамках діалогу між Північчю і Півднем. Особлива увага, як і раніше, приділяється скороченню озброєнь та європейської інтеграції в економічному і політичному плані. З точки зору зовнішньої політики, ХДС бере на себе зобов'язання дотримуватися європейської інтеграції і сильних відносин із США. У Європейському Союзі ХДС виступає проти вступу Туреччини в Європейський Союз, надаючи перевагу замість цього розширеному партнерству з Туреччиною. На додаток до цитування різних порушень прав людини, ХДС також вважає, що небажання Туреччини визнати Кіпр незалежною, суверенною державою суперечить політиці ЄС, згідно з якою його члени повинні визнавати існування один одного. Усередині країни ХДС виступає за скорочення бюрократизму та збереження культурних традицій.
Етичні основи християнства, ідея соціального ринкового господарства і міцна закоріненість Федеративної Республіки в західній системі і донині становлять основу програми ХДС. Всі ухвалені з початку 60-х років проєкти є варіантами і модифікаціями цих трьох основних принципів. Так, наприклад, у так званій «Мангеймській заяві» від 1975 року підкреслена прихильність соціальної ринкової економіки була доповнена «новим соціальним питанням», яке витікає з того, що в суспільстві спостерігаються конфлікти між організованими та неорганізованими громадськими інтересами і нерівномірний розподіл соціального навантаження. В економічному плані держава повинна підтримувати приватну ініціативу і створювати оптимальні рамкові умови для розвитку економіки. ХДС виступає також за реформування систем оподаткування та охорони здоров'я.
У сфері економічної та фінансової політики ХДС бачить своє головне завдання в підтримці якісного економічного підйому і скорочення безробіття. У Штутгартських тезах від 1984 року втілюється нове розуміння техніки і навколишнього середовища. Наблизитися до мети всеосяжної захисту навколишнього середовища партія має намір за допомогою нових технологій та заходів щодо зміни свідомості населення. Однак, як підкреслюється в документі, необхідно обмежити застосування нових технологій там, де техніка починає втрачати функцію служіння людині. Зокрема, можливості втручання в генетичний код людини вимагають встановлення «нових кордонів для технічних можливостей, які б відповідали етичним масштабами нашого християнського уявлення про людину».

## Лідери партії
| Ім'я                       | Ім'я                       | Початок терміну  | Кінець терміну   |
| -------------------------- | -------------------------- | ---------------- | ---------------- |
| Конрад Аденауер            | Конрад Аденауер            | 21 жовтня 1950   | 23 березня 1966  |
| Людвіг Ергард              | Людвіг Ергард              | 23 березня 1966  | 23 травня 1967   |
| Курт Георг Кізінгер        | Курт Георг Кізінгер        | 23 травня 1967   | 5 жовтня 1971    |
| Райнер Барцел              | Райнер Барцел              | 5 жовтня 1971    | 12 червня 1973   |
| Гельмут Коль               | Гельмут Коль               | 12 червня 1973   | 7 листопада 1998 |
| Вольфганг Шойбле           | Вольфганг Шойбле           | 7 листопада 1998 | 16 лютого 2000   |
| Ангела Меркель             | Ангела Меркель             | 10 квітня 2000   | 7 грудня 2018    |
| Аннеґрет Крамп-Карренбауер | Аннеґрет Крамп-Карренбауер | 7 грудня 2018    | 16 січня 2021    |
| Армін Лашет                | Армін Лашет                | 22 січня 2021    | 22 січня 2022    |
| Фрідріх Мерц               | Фрідріх Мерц               | 22 січня 2022    |                  |

## Участь у виборах

### Кількість депутатів
|  |

### Голосів виборців
|  |